# Saint-Pierre-du-Mont (Landes)
Saint-Pierre-du-Mont ist eine französische Gemeinde mit 9996 Einwohnern (Stand: 1. Januar 2022) im Département Landes in der Region Nouvelle-Aquitaine. Sie gehört zum Arrondissement Mont-de-Marsan und zum Kanton Mont-de-Marsan-2. Die Einwohner werden Saint Pierrois genannt.

## Geographie
Die Gemeinde liegt in den Wäldern Landes de Gascogne. Der Midouze begrenzt Saint-Pierre-du-Mont im Norden. Umgeben wird die Gemeinde von Mont-de-Marsan im Norden und Osten, Bretagne-de-Marsan im Südosten, Benquet im Süden, Saint-Perdon im Westen und Campet-et-Lamolère im Nordwesten.
Saint-Pierre-du-Mont liegt an der Via Lemovicensis, einem der vier historischen „Wege der Jakobspilger in Frankreich“.

## Geschichte
Zwischen 1133 und 1140 ließ Pierre de Laubaner, Vicomte von Marsan und Graf der Bigorre, eine Burg im Süden von Mont-de-Marsan errichten. Aber bereits im 11. Jahrhundert existierte hier eine Kapelle und die romanische Kirche wurde ebenfalls in dieser Zeitstellung gebaut.
Archäologische Funde zeigen aber auch, dass sowohl in der Bronzezeit als auch in der Zeit zwischen dem 5. und 6. Jahrhundert Menschen hier gesiedelt haben.

## Bevölkerungsentwicklung
| Jahr      | 1962 | 1968 | 1975 | 1982 | 1990 | 1999 | 2006 | 2017 |
| Einwohner | 2254 | 4305 | 6104 | 6290 | 7075 | 7164 | 8171 | 9561 |

## Sehenswürdigkeiten
Die romanische Kirche von Saint-Pierre-du-Mont ist seit 1953 als Monument historique ausgewiesen, seit 1963 auch der Chor und der Glockenturm.